# Franz Xaver von Schönaich
Franz Xaver von Schönaich (ur. 27 lutego 1844 w Wiedniu, zm. 26 stycznia 1916 tamże) – oficer Armii Austro-Węgier w stopniu generała piechoty i generała artylerii, w latach 1906-1911 minister wojny Austro-Węgier.

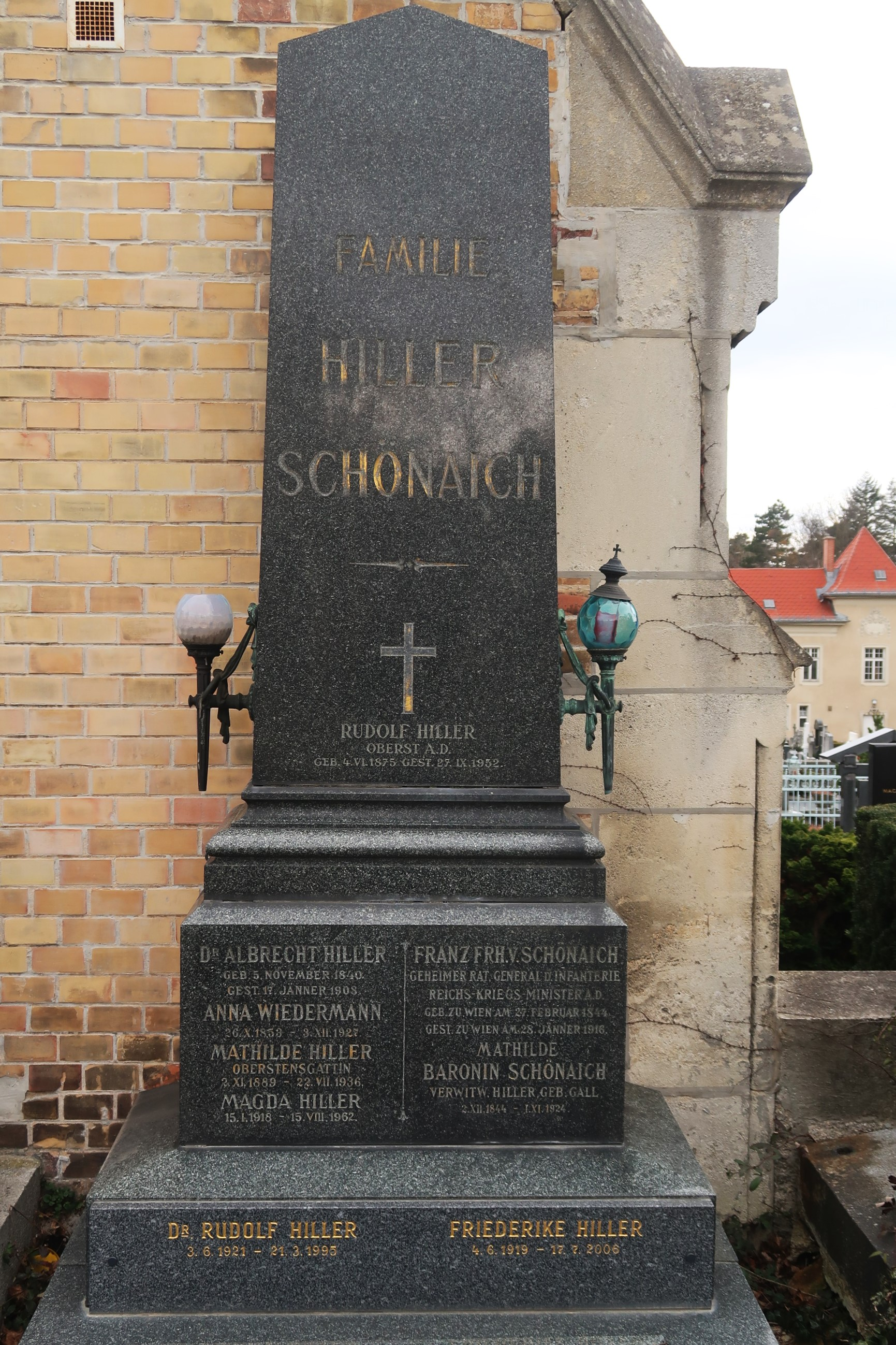
Grób gen. Franza Xavera von Schönaicha na cmentarzu w Hietzing (Wiedeń).

## Życiorys
W 1858 roku rozpoczął naukę w Terezjańskiej Akademii Wojskowej, którą ukończył w 1862 roku i został mianowany podporucznikiem (niem. Leutnant). Jego pierwszym przydziałem był Batalion Strzelców Polnych Nr 11 (niem. Feldjägerbataillon 11). Uczestniczył w wojnie duńskiej 1864 roku, w tym w oblężeniu twierdzy Frederica. Po zakończeniu konfliktu odbywał szkolenie w Akademii Wojskowej w Wiedniu, a w 1866 roku trafił na front wojny prusko-austriackiej, gdzie walczył w bitwie pod Sadową. W 1868 roku został przydzielony do służby w Sztabie Generalnym. Po awansie na majora odpowiadał za przygotowanie planu mobilizacji w 1878 roku i aneksji Bośni i Hercegowiny. W latach 1887-1895 służył pod rozkazami arcyksięcia Albrechta Fryderyka, a dzięki jego protekcji cieszył się zaufaniem cesarza Franciszka Józefa. Od 1889 roku, po awansie na generała majora, pełnił funkcję asystenta Generalnego Inspektora Armii feldmarszałka arcyksięcia Albrechta. W 1899 roku awansowany do stopnia generała piechoty (niem. General der Infanterie), a w 1902 roku został mianowany dowódcą 9. Korpusu z siedzibą w Josephstadt. W 1905 roku, po otrzymaniu stopnia generała artylerii (niem. Feldzeugmeister), powierzono mu funkcję ministra wojny Przedlitawii (niem. Cisleithanien), a rok później został ministrem wojny dualistycznej monarchii. Podczas pełnienia przez von Schönaicha stanowiska szefa Kriegsministerium przeprowadzono reformy systemu żywienia w armii oraz rozpoczęto modernizację twierdz. Z jego inicjatywy wprowadzono system opieki dla wdów i sierot oraz rekompensaty dla rodzin rezerwistów. Przygotowano również nowy kodeks karny wojskowy, ale ostatecznie tylko jego fragment został zaimplementowany. W 1907 roku ugiął się pod żądaniami parlamentu węgierskiego i wydał zgodę na utworzenie Królewsko-węgierska Obrona Krajowa, czyli częściowo niezależnej armii węgierskiej. Tą decyzją naraził się następcy tronu, arcyksięciu Franciszkowi Ferdynandowi, któremu dopiero w 1911 roku udało się usunąć von Schönaicha ze stanowiska ministra wojny. Po wybuchu I wojny światowej utworzył Fundusz Wdów i Sierot Wojskowych (niem. Militär-Witwen- und Waisenfonds), który gromadził środki na rzecz rodzin ofiar Wielkiej Wojny. Od 1903 roku był szefem 74. Pułku Piechoty.

## Odznaczenia
Odznaczenia gen. von Schönaicha to między innymi:
- Krzyż Wielki Orderu Świętego Stefana
- Krzyż Wielki Orderu Leopolda
- Kawaler Orderu Korony Żelaznej I klasy
- Krzyż Zasługi Wojskowej
- Medal Wojenny
- Krzyż Mariański Zakonu Krzyżackiego
- Medal Pamiątkowy Kampanii przeciwko Danii 1864
- Odznaka za Służbę Wojskową II klasy
- Medal Jubileuszowy Pamiątkowy dla Sił Zbrojnych i Żandarmerii
- Krzyż Jubileuszowy Wojskowy
- Medal Pamiątkowy Bośniacko-Hercegowiński
- Odznaka Feldmarszałka Arcyksięcia Albrechta
- Order Orła Czerwonego I klasy (Prusy)
- Order Orła Czerwonego II klasy z brylantami (Prusy)
- Order Królewski Korony I klasy (Prusy)
- Order Orła Białego (Imperium Rosyjskie)
- Medal za Wojnę Rosyjsko-Japońską (Imperium Rosyjskie)
- Wielki Oficer Orderu Oranje-Nassau (Niderlandy)
- Komandor Orderu Korony Włoch (Włochy)
- Krzyż Wielki Orderu Izabeli Katolickiej (Hiszpania)
- Order Zasługi Wojskowej (Hiszpania)
- Krzyż Wielki Orderu Alberta (Saksonia)
- Krzyż Wielki Orderu Korony Wirtemberskiej z gwiazdą (Wirtembergia)
- Krzyż Wielki Orderu Gwiazdy Rumunii (Rumunia)
- Krzyż Wielki Orderu Zbawiciela (Grecja)
- Wielka Wstęga Orderu Wschodzącego Słońca (Japonia)
- Kawaler Orderu Zasługi (Chile)